# ピルビン酸脱炭酸反応

ピルビン酸デヒドロゲナーゼ複合体での反応

ピルビン酸脱炭酸反応（Pyruvate decarboxylation）は、ピルビン酸デヒドロゲナーゼ複合体によりピルビン酸がアセチルCoAに変換される反応である。酸化的ピルビン酸脱炭酸反応（Oxidative decarboxylation of pyruvate）ともいう。
この反応は以下のように簡略化できる。
ピルビン酸 + NAD+ + CoA → アセチルCoA + NADH + CO2 + H+
この反応により、解糖系とクエン酸回路が接続される。解糖系では、単一のグルコース分子（炭素数6）が2個のピルビン酸（炭素数3）に分割される。したがって、グルコース分子1つに対してピルビン酸脱炭酸反応は2回起こり、2つのアセチルCoA分子が生成される。生成されたアセチルCoAはクエン酸回路で使われる。
アミノ酸や炭水化物などのエネルギー産生に関わるイオンや分子は、アセチルCoAとしてクエン酸回路に入り、酸化されてエネルギーとなる。ピルビン酸デヒドロゲナーゼ複合体（PDC）は、ピルビン酸の脱炭酸を触媒してアセチルCoAとCO2、NADHを生成する。真核生物においては、この酵素複合体がピルビン酸の代謝を調節してグルコースの恒常性を保つ働きをする。ミトコンドリアマトリックスにおけるクエン酸回路では、細胞質基質での解糖で生成したピルビン酸は、好気性条件下でピルビン酸輸送体によりミトコンドリア内膜を通過する。